# Big Rapids (Michigan)
Big Rapids – miasto w Stanach Zjednoczonych, w stanie Michigan, na Półwyspie Dolnym, w regionie  Zachodnim (West Michigan), administracyjna siedziba władz hrabstwa Mecosta. 
Miasto leży w odległości około 80 km na wschód od wybrzeża jeziora Michigan i 20 km na południe od Reed City. Na zachód i północ od miasta rozciąga się największy kompleks leśny w Dolnym Michigan - Manistee National Forest.
W 2010 r. miejscowość zamieszkiwało 10 601 osób, a w przeciągu dziesięciu lat liczba ludności zmniejszyła się o 3,1%.